# 新丰镇 (北流市)
新丰镇，是中华人民共和国广西壮族自治区玉林市北流市下辖的一个乡镇级行政单位。

## 行政区划
新丰镇下辖以下地区：
新丰圩社区、新丰村、观南村、水垌村、石碗嘴村、罗屯村、高塘村、永安村、大罗垌村和大村。